# Славянско заселване на Балканите
Славянското заселване на Балканите е продължителен процес, продължил близо два века – от около 519 г. до VIII век, когато южните славяни от т.нар. българска група (славини) се вливат като държавотворен народ в Дунавска България.

## Предистория
Разселването на славяните от прародината им започва през 2 век и продължава до VI – VII век. При разселването си славяните са като отделни племена, което свидетелства, че още в прародината им е съществувала известна диалектна и племенна диференциация помежду им. Общославянското езиково единство престава да съществува през VI – VII век.
Заселването на славяните на Балканския полуостров започва още преди V век. Сведения за това се откриват у византийските историци Прокопий Кесарийски и Йоан Ефески. Славяните заселват до VII век постепенно целия Балкански полуостров, като стигат до Пелопонес и егейските острови, а по-късно славянски маси са прехвърлени и в Мала Азия. Марин Дринов също счита, че славянската колонизация на Балканите е станала не изведнъж, а постепенно в течение на 300 години, понеже тя започва от III в., преди великото преселение на народите, и завършва през VII в. Това заселване обаче няма характера на мирна колонизация. Славянските племена се намират във фаза на военна демокрация и нахлуват на Балканския полуостров, като извършват нападения за плячка. Срещат слаб отпор поради постоянните войни на Византия с перси, араби и др. Така славяните постепенно се заселват в компактна маса на Балканския полуостров.

## Разселване на юг
Заселването на славяните на Балканския полуостров в общи линии става на две главни вълни. Разселването започва интензивно през IV и приключва към VII век. От Карпатите до Пелопонес Балканският полуостров е плътно заселен от племената, определени впоследствие като южни славяни, групи от тях достигат дори до егейските острови и предна Мала Азия. Освен в съвременните южнославянски нации и в днешните румънски, унгарски, албански, турски и гръцки народи тече немалко славянска кръв (виж и Балкански езиков съюз).

### Първа вълна
След разпадането на Хунската държава (453 г.) славяните започват да преминават през проходи в Карпатите и през втората половина на V век се настаняват в Трансилвания.
След като остготите се насочват към Италия (488 г.), славяните заемат области по поречието на долен и среден Дунав. През VI век те започват да нахлуват през Дунав в балканските земи.
Основната група славяни – т.нар. славини, идват от централните части на старите славянски земи и се заселват в областите по поречието на долен Дунав от няколко посоки: по течението на реките Прут и Серет, заобикаляйки Карпатите, откъм Днестър, а също така и от Трансилвания през проходите на Южните Карпати. За това свидетелства богатата славянска топонимия в днешна Румъния, както и многобройните славянски заемки в румънски и унгарски. Тези заемки свидетелстват и за това, че славяните, които са ги оставили, са предци на българските славяни, поради наличие на рефлекс št < *tj, *kti и žd < dj. През VI век тези славяни заселват компактно територията на днешна Румъния. Теофилакт Симоката в началото на VII век нарича земите, населени от тези славяни, Склавиния (Σκλαβηνία), според византийското название на тези славяни склавини.
Друга група славяни, познати под името анти, идват от източните части на старите славянски земи и заселват източната част на днешна Молдова, днешна Бесарабия, откъм Днепър, до устието на Дунав и на юг отвъд него. Първото отбелязано в историята славянско нападение през Дунав вероятно през 519 г. е извършено именно от антите по време на император Юстин I (518 – 527 г.).

### Втора вълна
Трета група славяни идват от западните части на старите славянски земи, където са обитавали т.н. венети и се настанява през VI – VII век в северната част на днешна Унгария и в Панония. Това са предците на словенците, хърватите, сърбите, черногорците и бошняците. Тези славяни минават през Западните Карпати и достигат до Източните Алпи, откъдето се спускат на юг и се смесват с племена, идващи откъм Черно море.
Втората вълна славяни, преселили се на юг, внася двойственост в южния праславянски макродиалект, чиито следи са запазени и в днешните южнославянски езици.

### Окончателно заселване
През VII век южните славяни стават преобладаващото население на Балканския полуостров. Постепенно те заемат плътно Мизия, Тракия, Родопите, Беломорието, някои от егейските острови и цяла Македония, която през VII и VIII век започва също да се нарича Склавиния. Южните славяни заселват и днешна Албания, адриатическия бряг на днешна Гърция и дори Пелопонес. Славяни са заселени и в предна Мала Азия.

### Обособяване на групите
Нееднородният произход, както и различното време на заселване на южните славяни на Балканския полуостров обуславят обособяването на 3 племенни групи, от които в периода VII – IX век се образуват главните племенни общности:
- Източна група (българска група),
- Западна група (сърбо-хърватска група) и
- Северозападна група (словенска група), където южнославянското племе хорутани (населявали цяла Каринтия) се прелива в западните славяни.

От VII до X век източната южнославянска (българската) племенна група последователно става част от Първото българско царство и образува заедно с прабългарите и остатъците от траки, готи и пр. българската народност през Средновековието, а славянският език става официален в голямата държава[източник? (Поискан днес)]. През същото време при южни славяни от западната група (като сърби и хървати) са поставени наченките на средновековна държавност, чието начало не е изяснено задоволително от историческата наука. Северозападните южнославянски княжества (дн. Словения) са подчинени от аварите, към 791 – 796 г. те са покорени от Карл Велики, включени във Франкската империя и християнизирани от Рим. Южните славяни говорят близък, но не и общ славянски диалект, макар че техните диалекти могат да бъдат групирани в един общ южен праславянски макродиалект, от който произлизат днешните южнославянски езици. С разцвета на българската култура и държавност източната част от западните южнославянски племена (дн. сърби) попадат под силното ѝ езиково и културно влияние, като от IX до XI век те са част от нея, така официалният език на църквата и властта през средновековието в тези земи е фактически старобългарски, което остава трайни характеристики и в народностния говор. В Хърватия по адриатическото крайбрежие чак до края на XIX век, се запазва като азбука глаголицата, съставена въз основа на старобългарския език. Днес тя още се използва там в църковнославянския, а също и като локално писмо на католическата епархия Крижевци в Хърватия.